# 桓鸞
桓 鸞（かん らん、108年 - 184年）は、後漢の官僚。字は始春。本貫は沛国竜亢県。

## 経歴
龍舒侯相の桓良（桓焉の弟）の子として生まれた。若くして品行にすぐれ、衣食が足りていれば、その他のものを求めようとしなかった。官界が腐敗し、州の刺史や郡の太守にもふさわしくない人物が多かったことから、桓鸞はかれらの下につくことを恥じて官に仕えようとしなかった。
四十数歳のとき、太守の向苗に見出されて、孝廉に察挙され、膠東県令となった。着任してまもなく向苗が死去すると、桓鸞は職を辞して喪に駆けつけ、3年の喪に服して帰郷した。後に己吾県令・汲県令を歴任した。公卿たちの推薦を受けて辟召され、議郎に任じられた。五事を上書したが、宦官たちの意に沿わなかったため、取りあげられなかった。病のため免官された。184年（中平元年）、家で死去した。享年は77。
子に桓曄があった。

## 伝記資料
- 『後漢書』巻37 列伝第27